# 火山のもとで
『火山のもとで』（原題：Under the Volcano）は、1984年制作のアメリカ合衆国の映画。
マルコム・ラウリー原作の小説をジョン・ヒューストン監督が映画化。主演のアルバート・フィニーが第10回ロサンゼルス映画批評家協会賞主演男優賞を受賞、第37回カンヌ国際映画祭で特別表彰を受賞した。

## あらすじ
1938年、美しい火山・ポポカテペトルのふもとにあるメキシコの静かな町・クエルナバカ。死者達が年に1度帰ってくるという万霊節の前日、元・駐メキシコのイギリス大使のジェフリー・ファーミンは、とある酒場にやって来た。彼はそこで、友人のビジル医師からちょうど1年前の万霊節に家出した妻のイヴォンヌが帰っているらしいと聞いて驚く。
翌朝、酒場で泥酔しているジェフリーの前に、突然イヴォンヌが現われた。彼女はジェフリーが彼の異母弟ヒューと一緒に住んでいると知って、動揺する。ヒューとイヴォンヌは以前、束の間の情を交した仲であり、ジェフリーもそのことを知っていた。偶然にも鉢合わせとなった3人は、万霊節の祭りや闘牛見物をして楽しむ。
「メキシコを出て人生をやり直そう」とジェフリーに懇願するイヴォンヌ。このまま2人の仲は元に戻るものと思われたが…。

## キャスト
- ジェフリー・ファーミン：アルバート・フィニー
- イヴォンヌ・ファーミン：ジャクリーン・ビセット
- ヒュー・ファーミン：アンソニー・アンドリュース
- ビジル医師：イグナシオ・ロペス・タルソ
- グレゴリア夫人：ケティ・フラド
- ジェームズ・ヴィリアーズ
- カルロス・リケルメ
- エミリオ・フェルナンデス
- サルバドル・サンチェス